# Thomas Galbraith (2e baron Strathclyde)
Thomas Galbraith, né le 22 février 1960 à Glasgow, est un homme politique britannique.

## Biographie
Fils de Tam Galbraith (1917-1982) et petit-fils de Thomas Galbraith (1891-1985), il hérite du titre baron Strathclyde (en) à la mort de son grand-père, en 1985.
Il étudie à l'université d'East Anglia puis l'université d'Aix-Marseille.
De 2010 à 2013, il est leader de la Chambre des lords et chancelier du duché de Lancaster, et membre à ce titre du gouvernement Cameron.